# Koenikea wolcotti
Koenikea wolcotti är en kvalsterart som beskrevs av Viets 1930. Koenikea wolcotti ingår i släktet Koenikea och familjen Unionicolidae. Inga underarter finns listade i Catalogue of Life.